# Chema Caballero
José María Caballero Cáceres, más conocido como Chema Caballero (Castuera, Badajoz, 15 de septiembre de 1961), es un cooperante, activista y escritor español, especializado en derechos humanos y desarrollo en África, con una larga trayectoria en la lucha contra el reclutamiento de niños soldados.

## Biografía
Nacido en Castuera, provincia de Badajoz, Chema Caballero estudió Derecho en la universidad Autónoma de Madrid, donde egresó en 1984. Posteriormente se ordenó sacerdote en 1995 e ingresó en la orden de los Javerianos, para después completar un máster en Ciencias Sociales en la Long Island University de Nueva York.

## Trabajo en Sierra Leona
En la década de 1990, se trasladó a Sierra Leona, donde trabajó en programas de rehabilitación y reinserción de niños soldados tras la guerra civil (1991-2002). Su labor se centró en ofrecer educación y formación profesional a los jóvenes afectados por el conflicto. A partir de 1999 dirige el programa de rehabilitación de niños soldados de los javerianos, abriendo el centro Saint Michael de Lakka, cerca de Freetown. Este fue clausurado en abril de 2002. 
Posteriormente, participa en un nuevo proyecto, Educación como motor de desarrollo, en una de las regiones más deprimidas de Sierra leona, Tonko Limba, centrándose en aspectos como la educación, la sanidad y la agricultura.
Utilizó el deporte, más concretamente el fútbol, como medio para rehabilitar a los niños soldados a los que atendía en su centro. En Madina, al norte del país, creó una escuela de fútbol que recibió apoyo económico de la Fundación Real Madrid. Algunos jugadores del equipo titular visitaron la ciudad en 2007.

## Regreso a España
En 2011 abandonó sus actividades misioneras, dedicándose desde entonces a asesorar a ONGs y a la docencia. Desde su regreso a España, Chema Caballero ha continuado su labor como activista y divulgador, denunciando las problemáticas de la explotación infantil, los conflictos armados y la pobreza en África. Desde 2010 es profesor colaborador del Máster del Instituto Universitario de Estudios sobre Migraciones de la Universidad Pontificia Comillas de Madrid.

## Publicaciones
Es columnista habitual de la revista Mundo Negro y de la sección de El País “África no es un país”. Caballero ha publicado diversos artículos y libros sobre su experiencia en África y sobre temas de cooperación internacional, entre los que destacan:
- Suluku, la historia de un niño soldado en Sierra Leona (2009). Ilustraciones de Remedios Caballero. Barcelona: Fundación La Caixa.
- Los hombres leopardo se están extinguiendo (2011). Madrid: PPC.
- Edjengui se ha dormido. Del victimismo al activismo de los pigmeos bakas (2017). Madrid: Zerca y Lejos.
- El bebedor de cerveza (2025). Madrid: Libros del Baobab.

## Reconocimientos
Su labor ha sido reconocida con diversos premios y distinciones en el ámbito de los derechos humanos y la cooperación internacional. Destacan los siguientes galardones:
- Medalla de Extremadura de 2005, como reconocimiento a su labor en la cooperación internacional.[9]
- I Premio por la Paz Ciudad de Alcobendas.[10]